# ماریکینا
ماریکینا (به لاتین: Marikina) یک منطقهٔ مسکونی در فیلیپین است که در کلانشهر مانیل واقع شده‌است. ماریکینا که ۲۲٫۶۴ کیلومتر مربع مساحت دارد ۱۴٫۷ متر بالاتر از سطح دریا واقع شده و ۴۵۰٬۷۴۱ نفر جمعیت دارد.

## نگارخانه

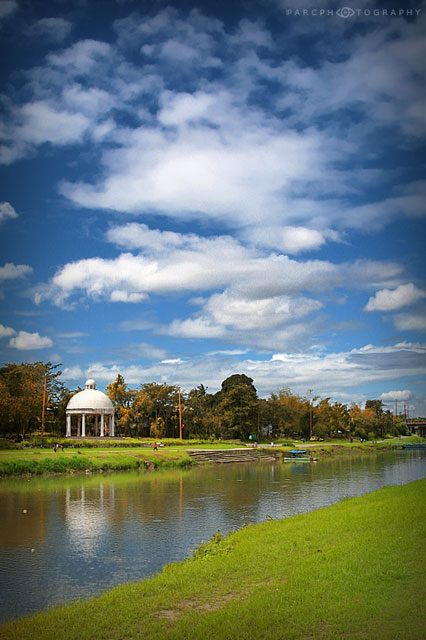
رود ماریکینا
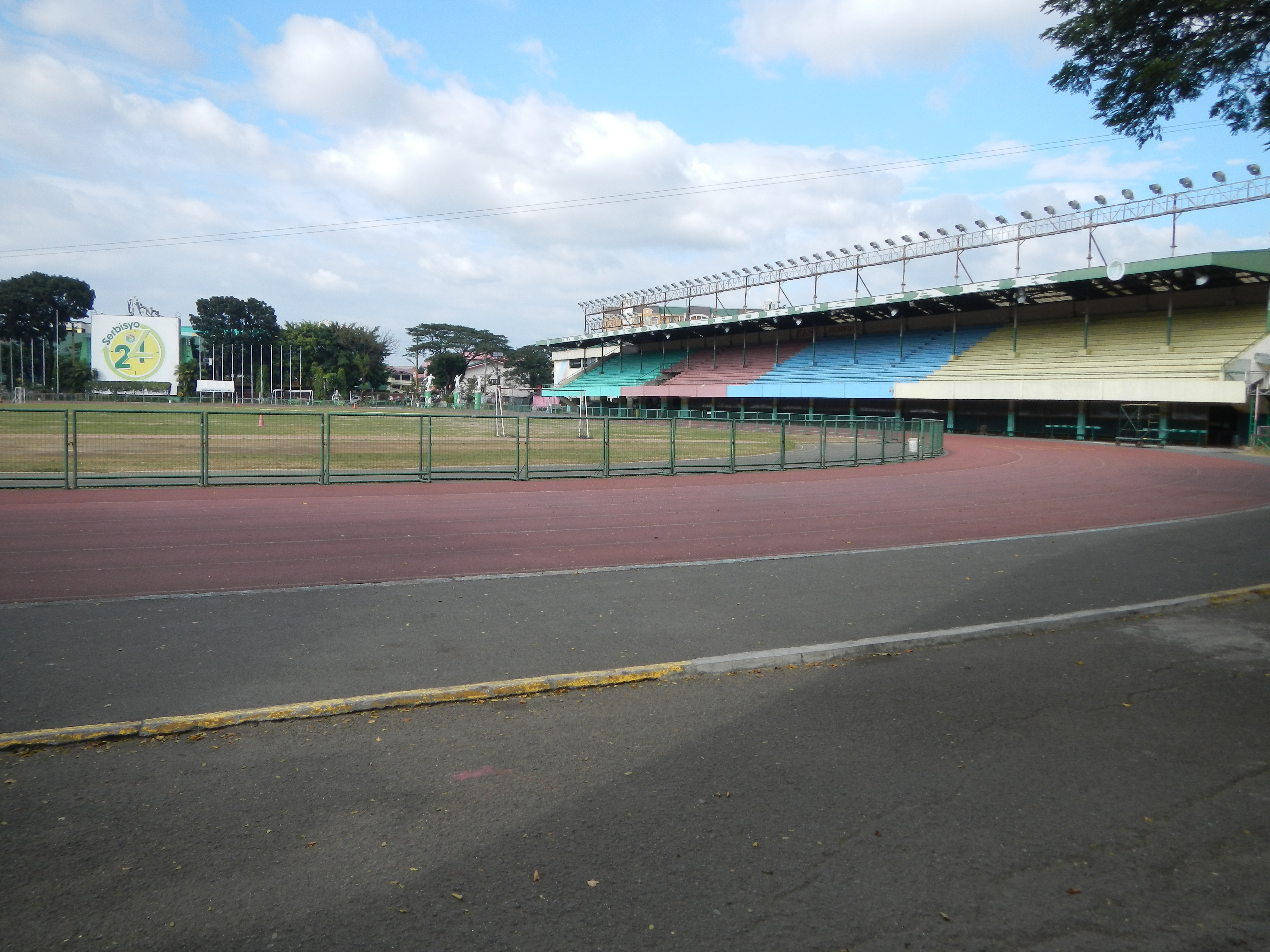
مجموعه ورزشی ماریکینا
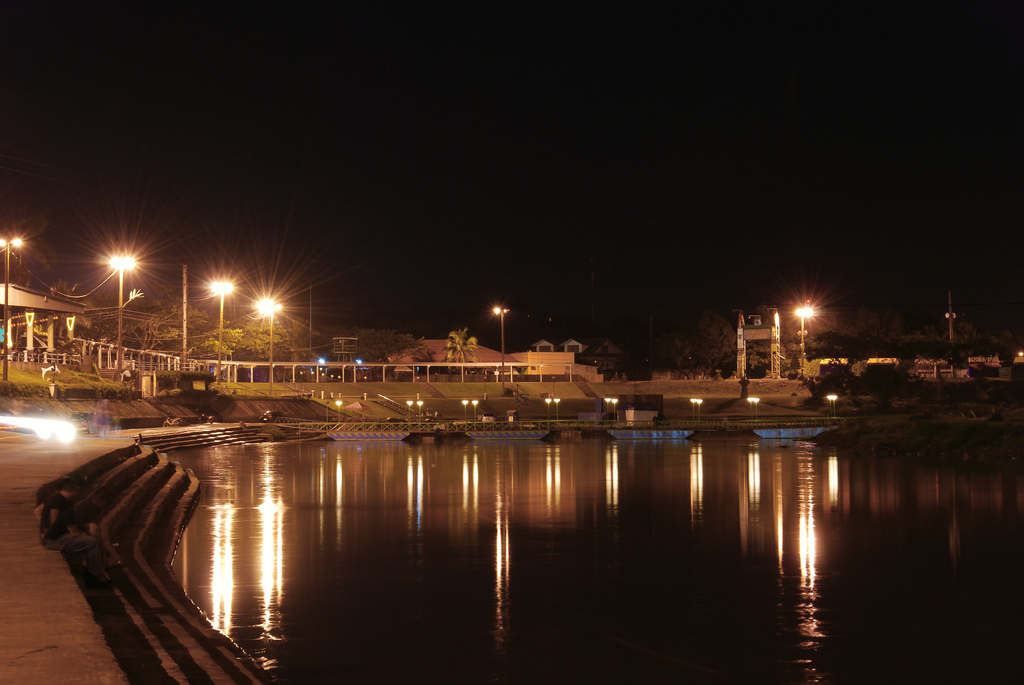
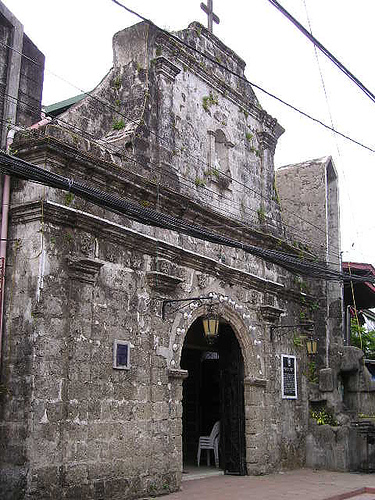
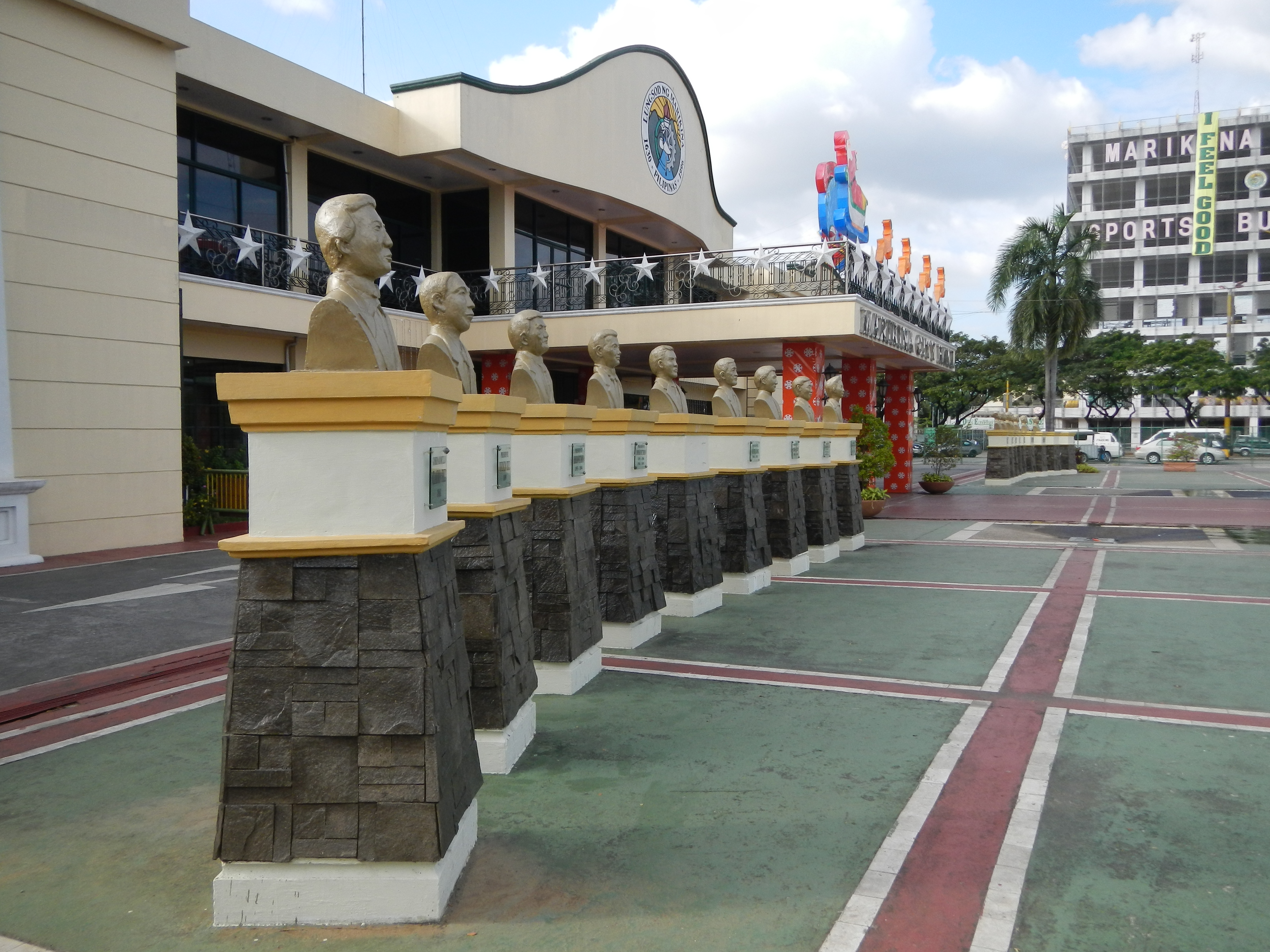
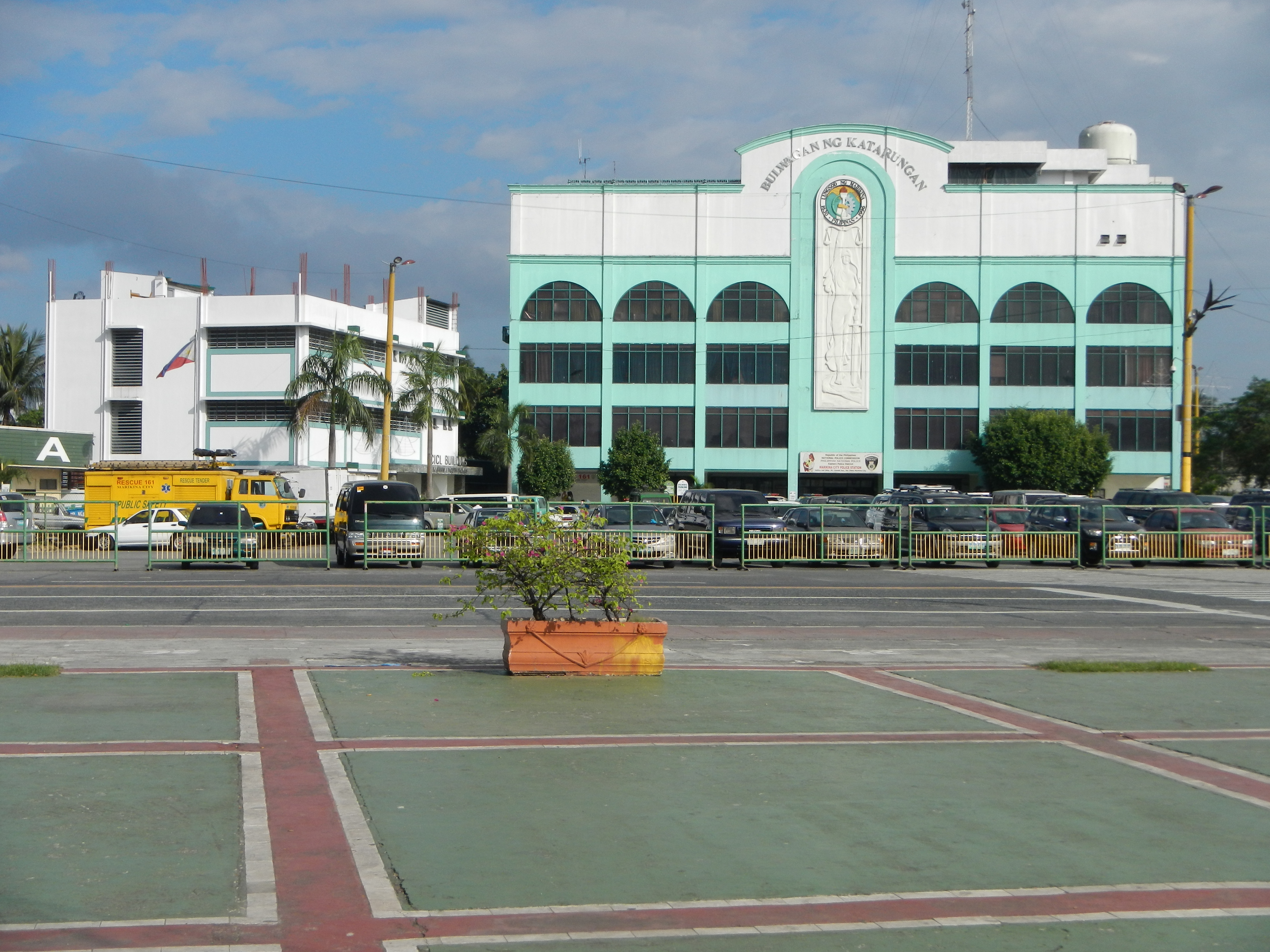
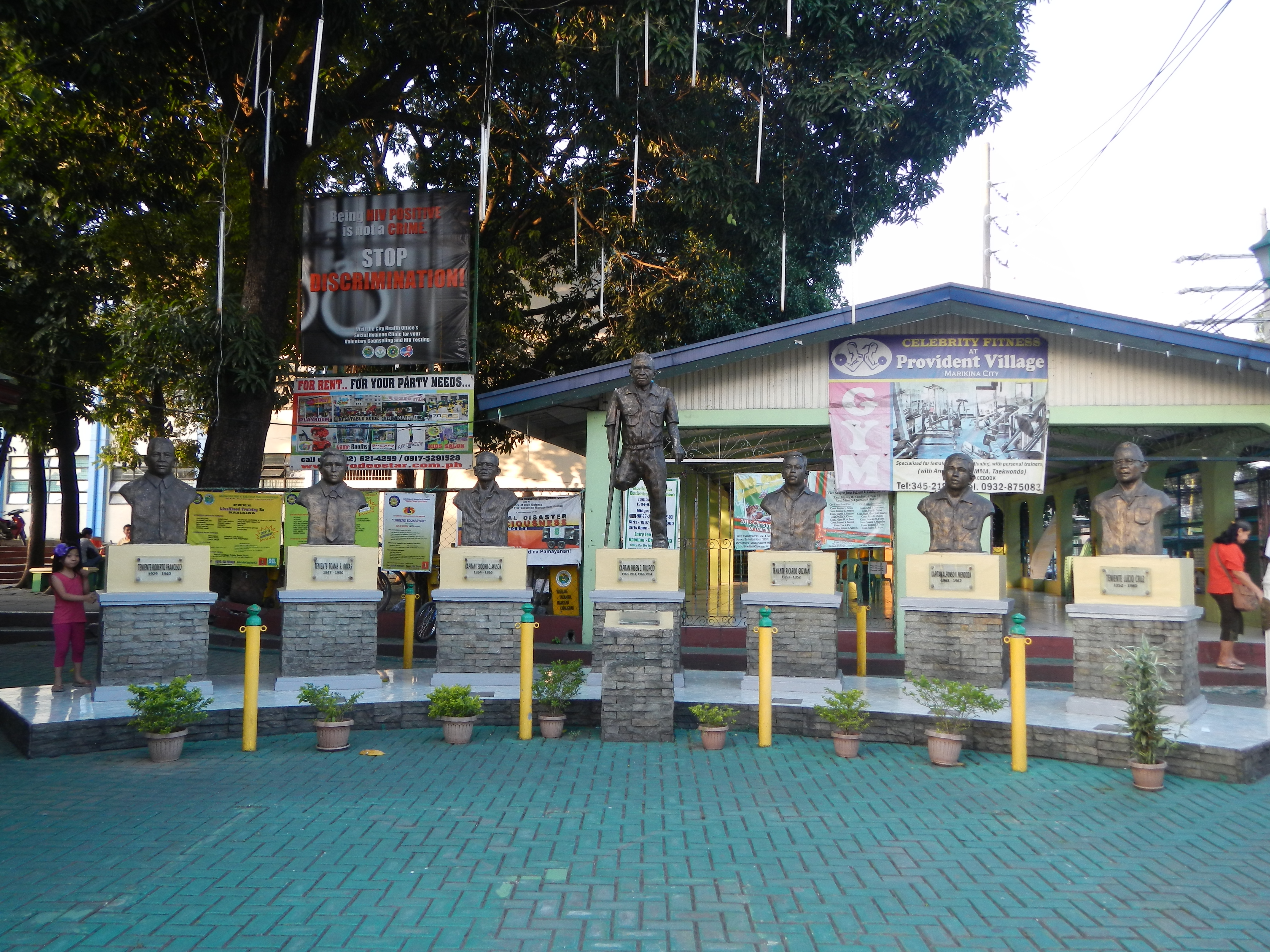
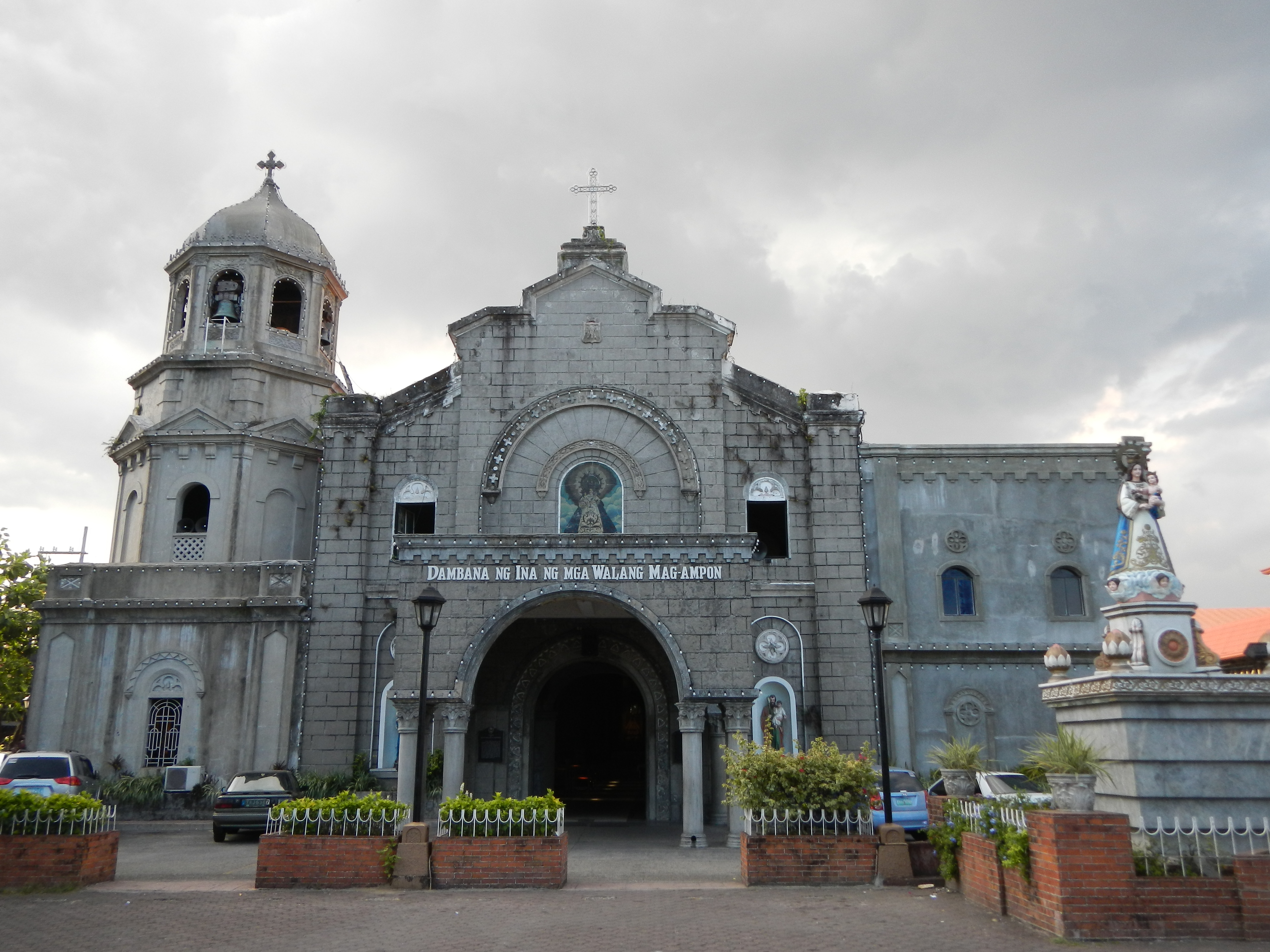
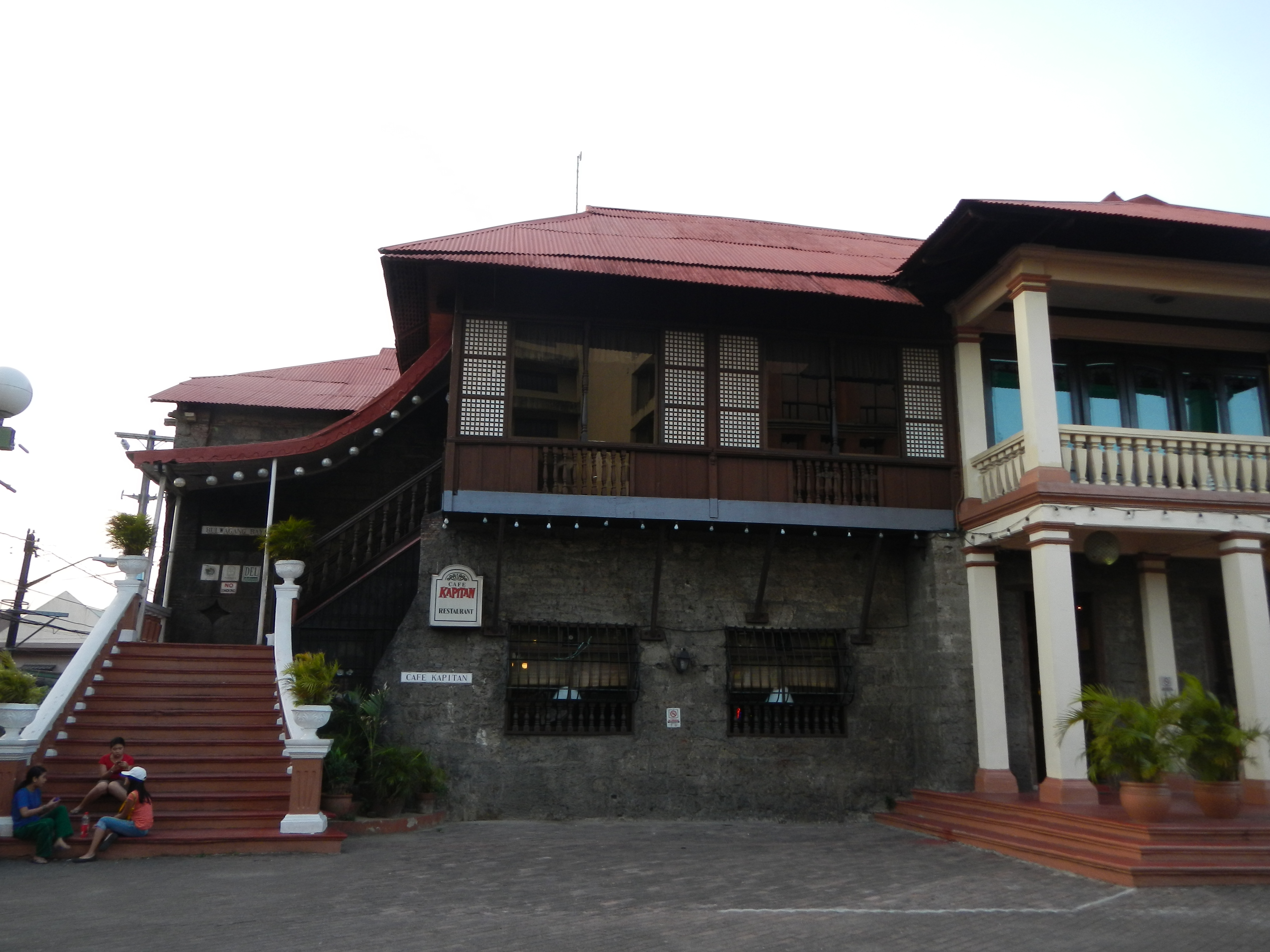
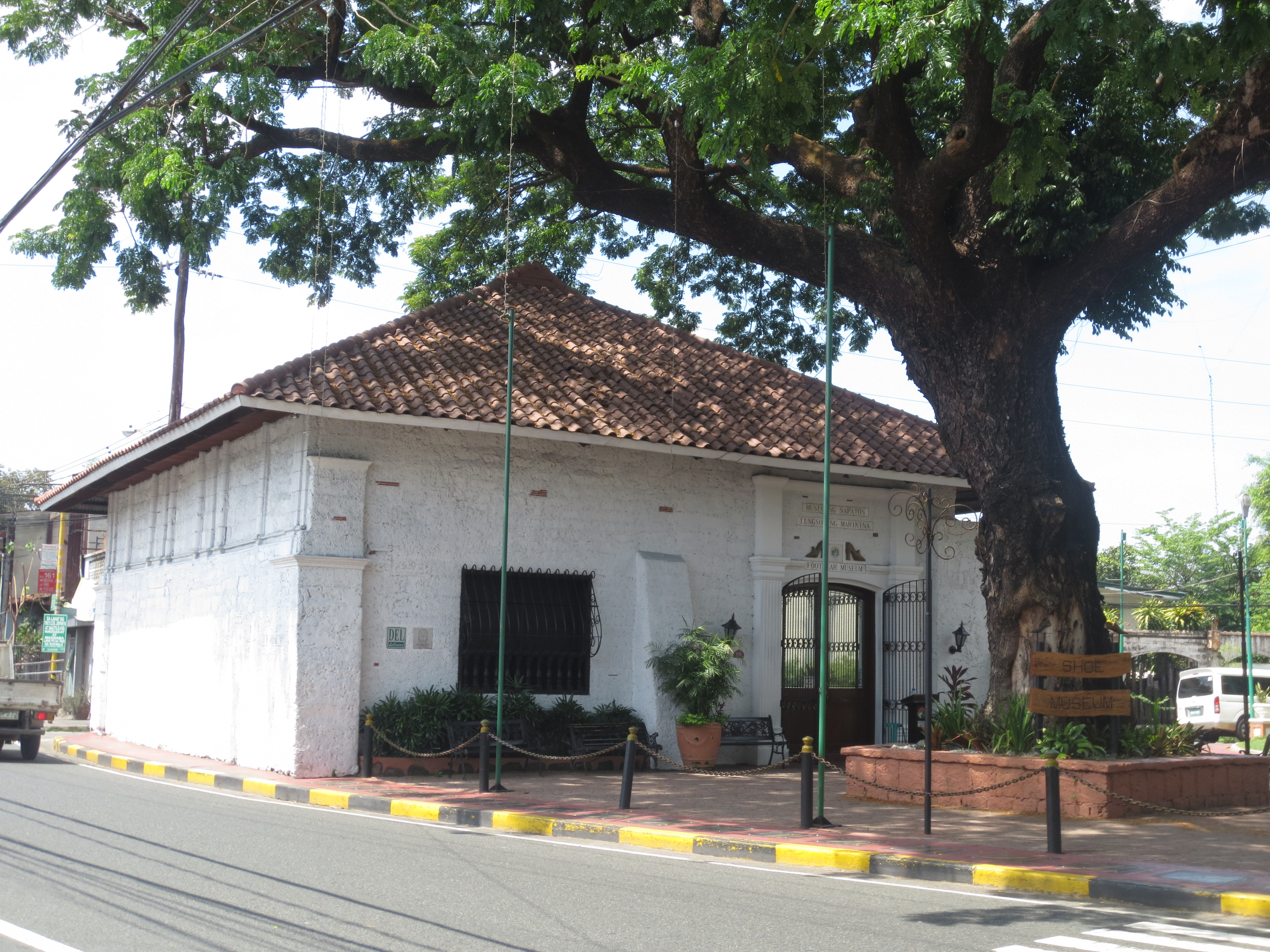
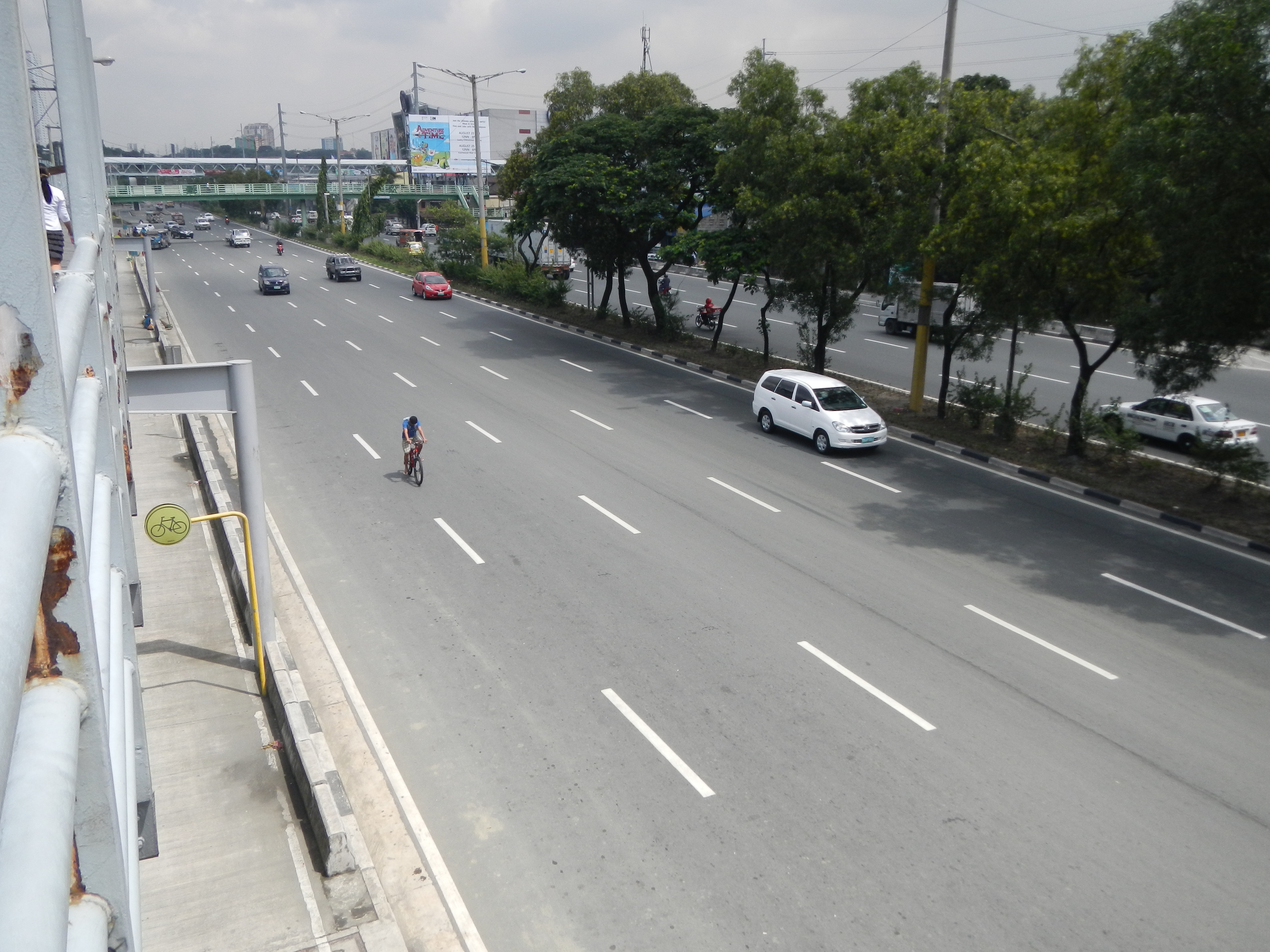
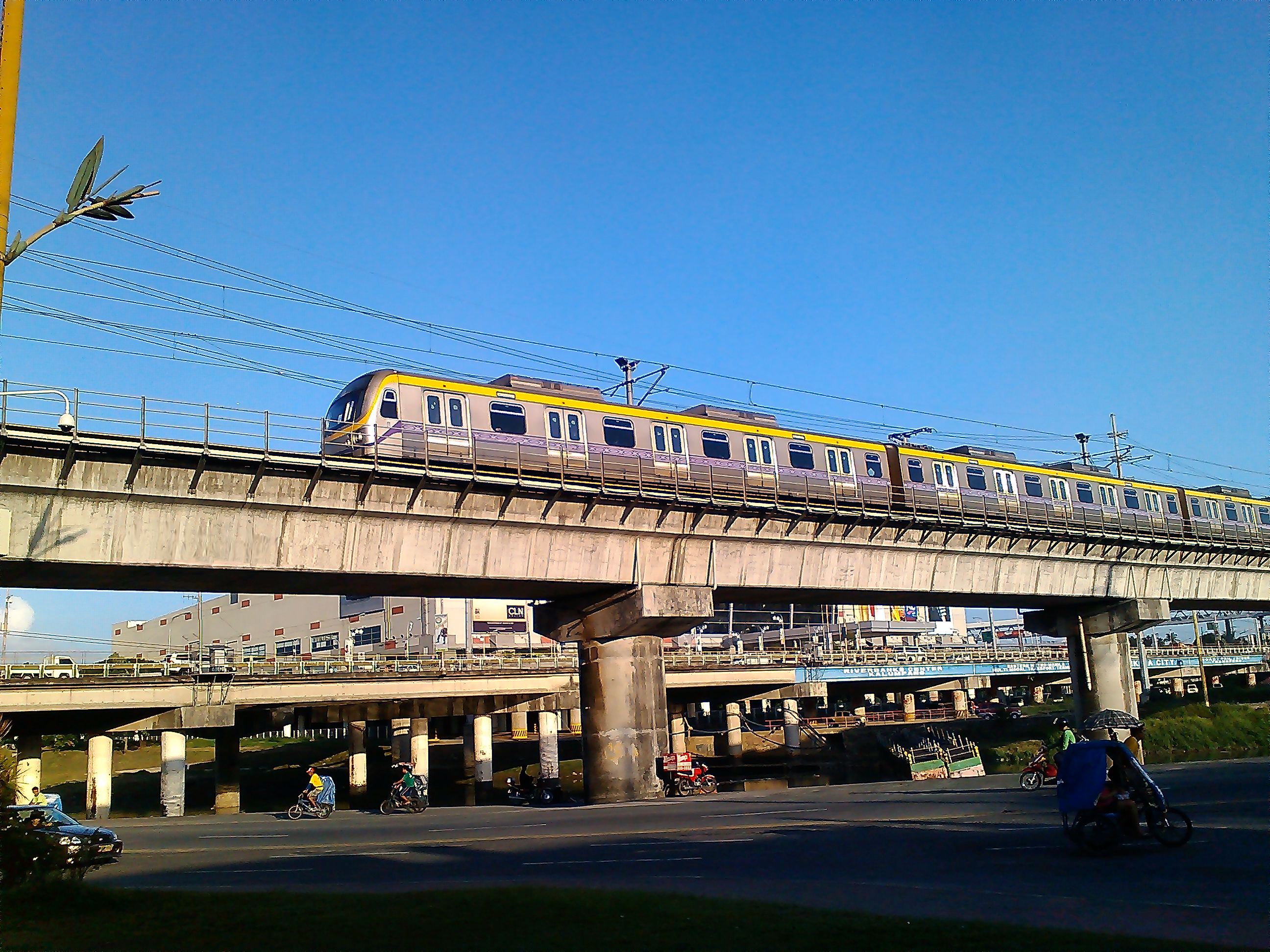
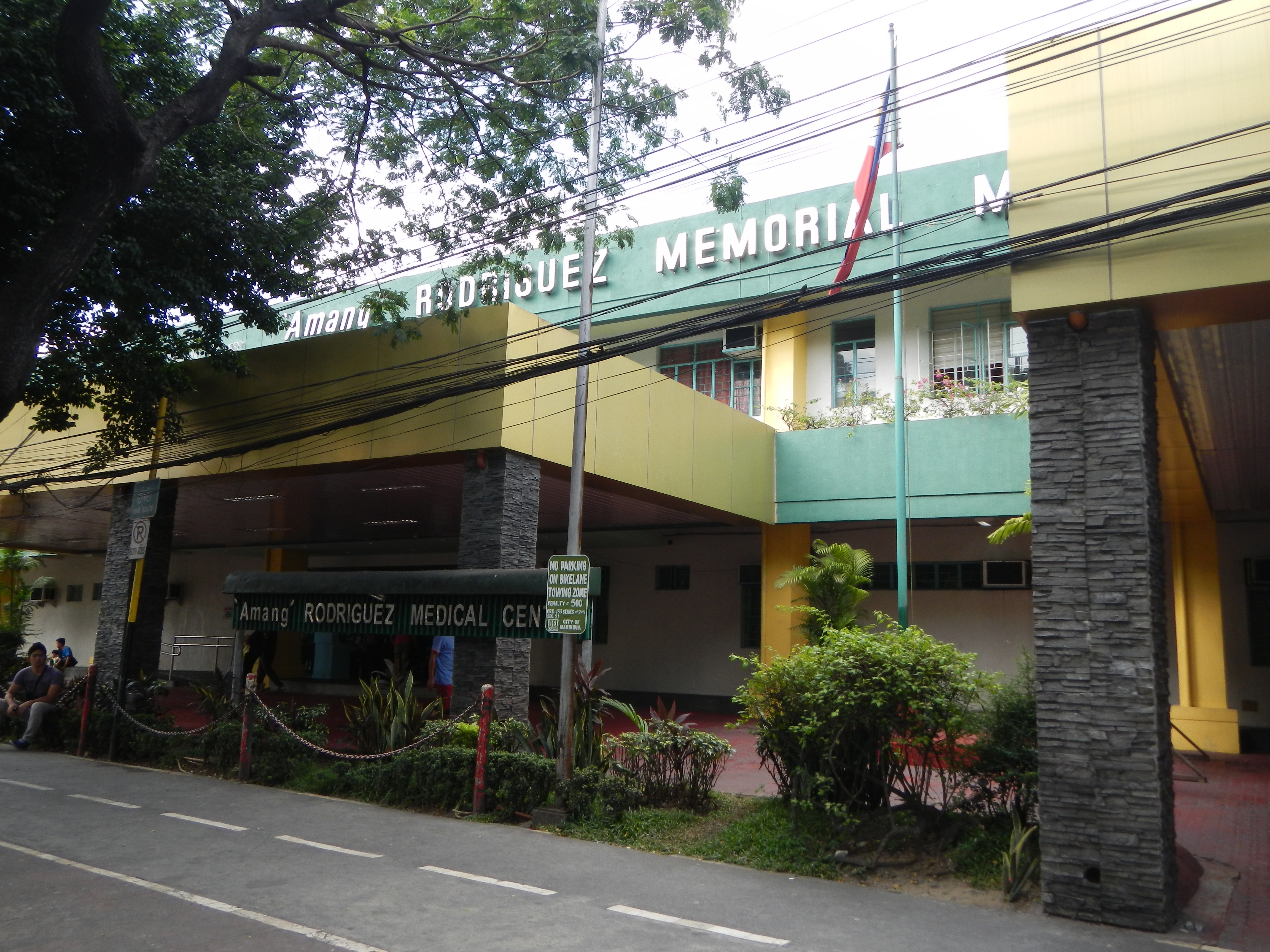
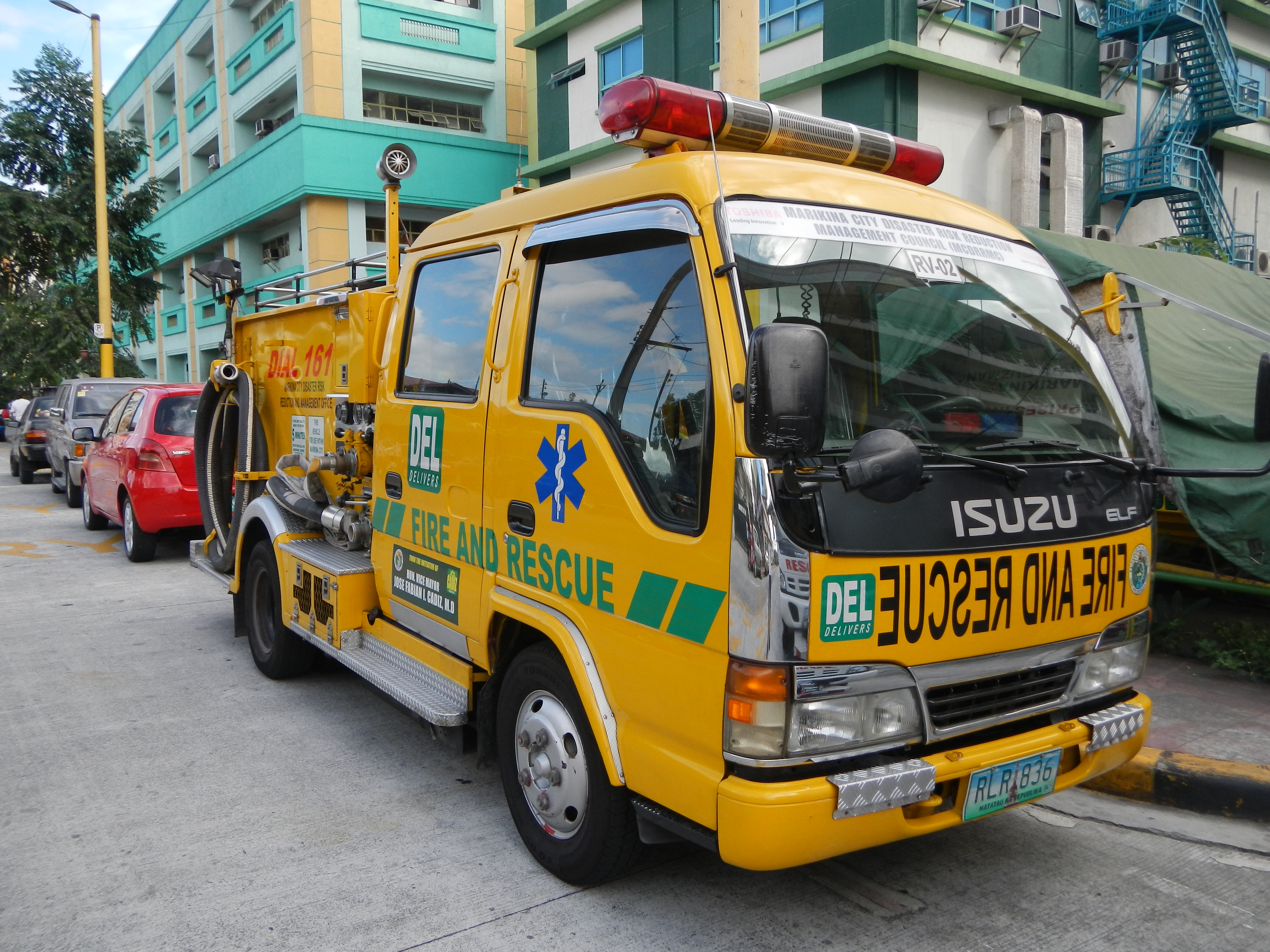
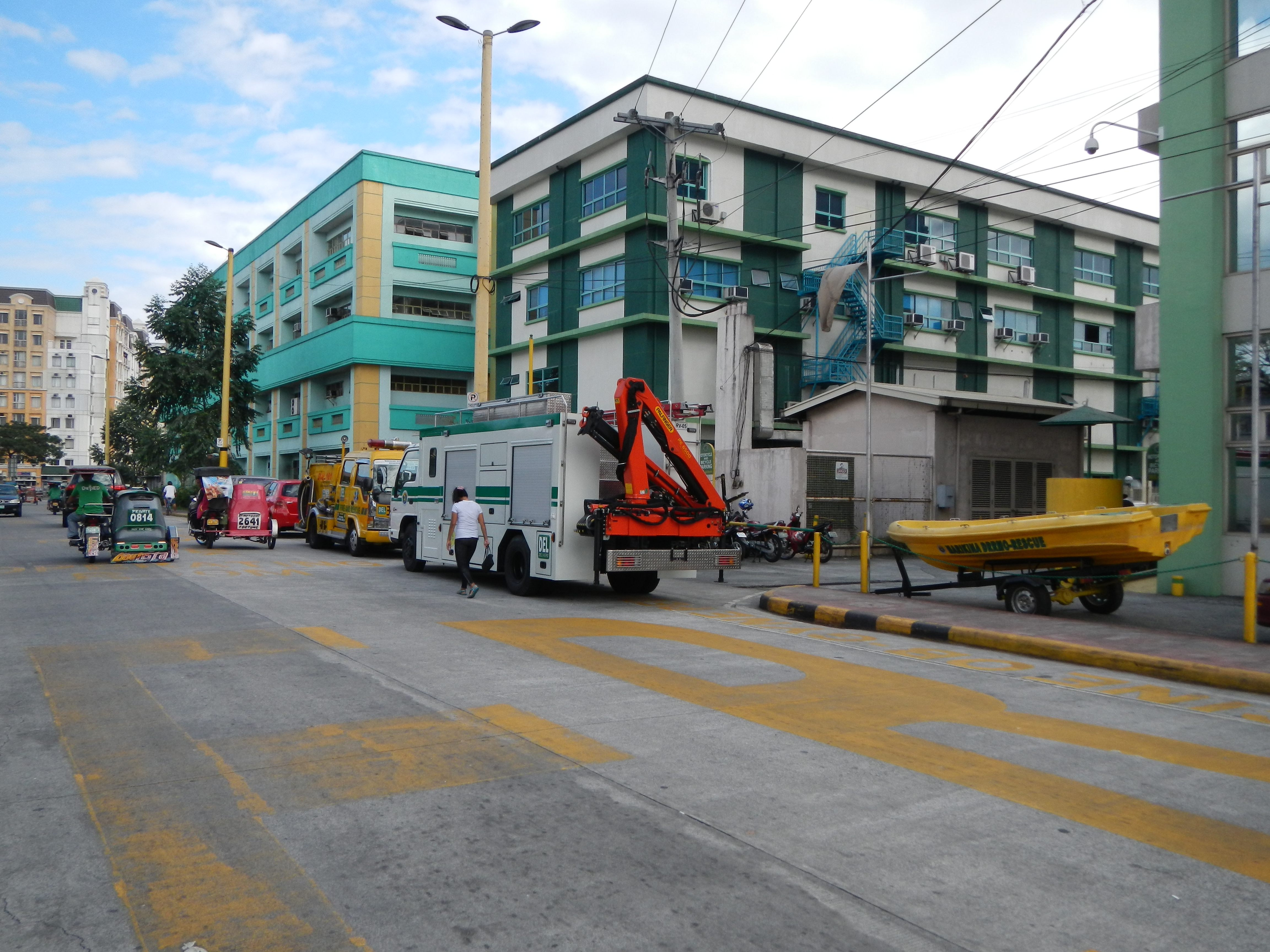
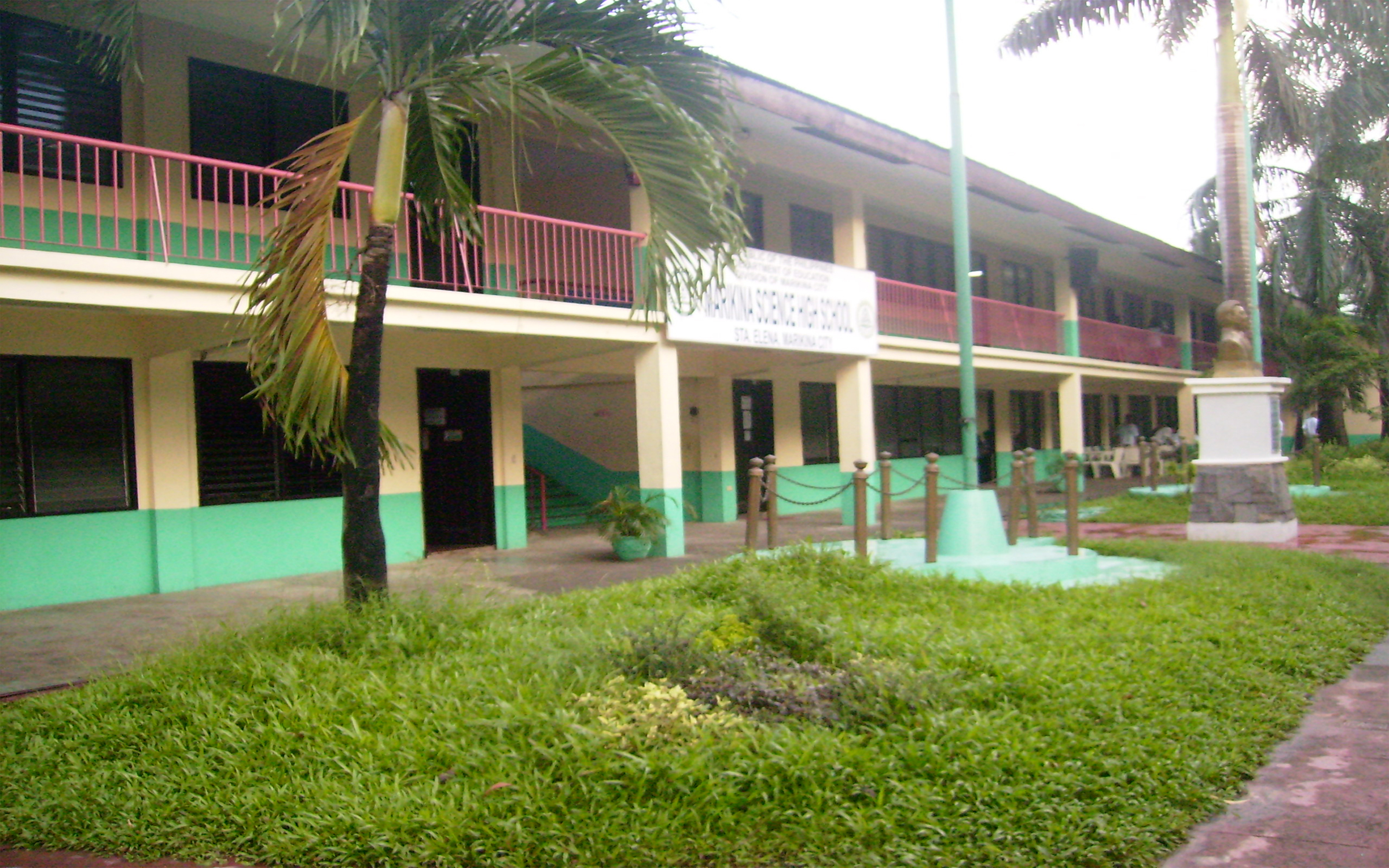
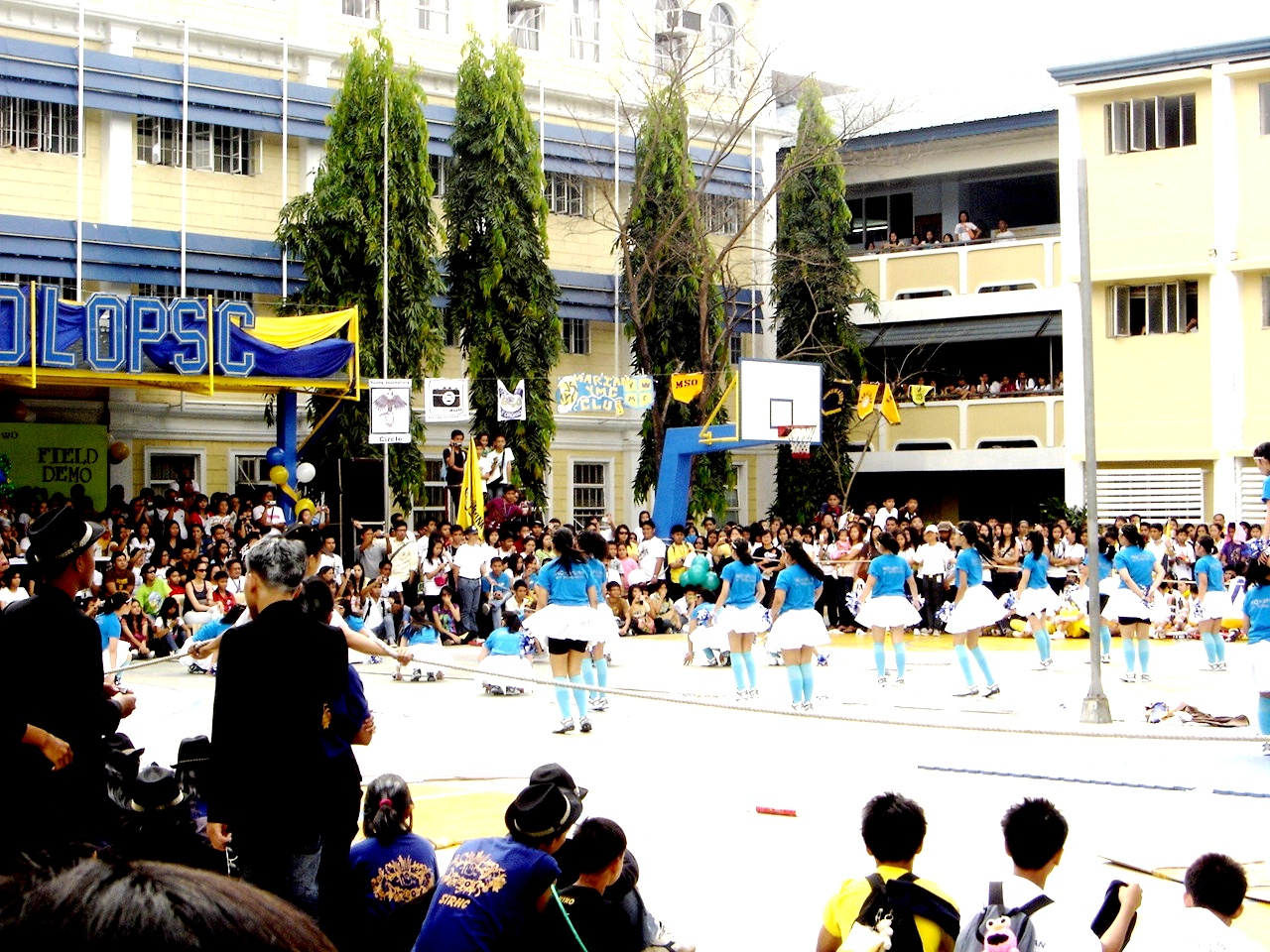